# Insektskimmel-ordenen
Insektskimmel-ordenen (Entomophthorales) er en orden blandt svampene, som rummer 6 familer og en slægt med usikker placering. Det er først og fremmest arter, der lever som snyltere på insekter, men andre arter snylter på planter, og nogle få angriber større dyr og herunder også mennesker. Desuden findes der arter, som lever af at nedbryde dyreekskrementer.
| Familier |

- Ancylistaceae
- Basidiobolaceae
- Completoriaceae
- Insektskimmel-familien (Entomophthoraceae)
- Meristacraceae
- Neozygitaceae
- Incartae sedis (usikker placering)
  - Slægten Zygaenobia

## Eksterne links
- Miljøstyrelsen: Entomophthorales on cereal aphids – kort abstract over artiklen (udkommet i serien Pesticides Research no. 53, 2000).
- zygomycetes.org: Entomophthorales – beskrivelse af slægten og nøgle til familierne på (engelsk)
- Ars/USDA: Entomophthorales (Webside ikke længere tilgængelig) – særdeles grundig oversigt over den fylogenetiske forskning frem til 2011 på (engelsk)